# Bartel BM-4
Bartel BM-4 – polski samolot szkolny i treningowy, zaprojektowany w 1927 roku w wytwórni lotniczej „Samolot” w Poznaniu.

## Historia
W drugiej połowie 1925 roku w związku z wygaśnięciem licencji na produkcję samolotu szkolnego Hanriot H-28, przedstawiciele IV Departamentu Żeglugi Powietrznej Ministerstwa Spraw Wojskowych zwrócili się do wytwórni lotniczej „Samolot” w Poznaniu o zaprojektowanie nowego samolotu szkolnego dla lotnictwa polskiego. Miała to być maszyna szkolna oraz treningowa (przejściowa dla pilotów po kursie pilotażu podstawowego przed przejściem do lotów na samolotach z silnikami o dużej mocy).
W 1926 r. zbudowano prototyp samolotu Bartel BM-2. Jednak próby fabryczne, jak i przeprowadzone w Instytucie Badań Technicznych Lotnictwa w Warszawie, wykazały obok zalet także możliwości dalszych udoskonaleń jego konstrukcji i podjęto decyzję o nie uruchomieniu produkcji seryjnej, i wykonaniu na bazie tego samolotu doskonalszej wersji samolotu szkolnego.

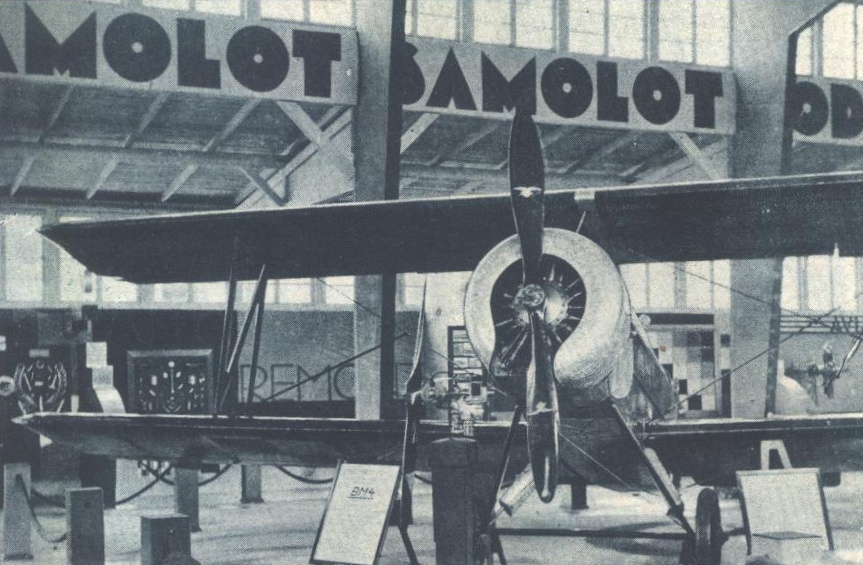
Bartel BM-4 na Powszechnej Wystawie Krajowej w 1929 r. w Poznaniu

Projekt nowego samolotu oznaczonego jako BM-4 opracowany został przez zespół inż. Ryszarda Bartla w marcu 1927 roku. Do budowy prototypu przystąpiono w wytwórni „Samolot” w kwietniu, a ukończono go w grudniu 1927 roku. Od poprzednika (BM-2) różnił się kilkoma istotnymi udoskonaleniami. Do napędu zastosowano silnik gwiazdowy Walter Vega o mocy 85 KM (63 kW). Prototyp z tym silnikiem oznaczony symbolem BM-4b został oblatany 20 grudnia 1927 r. na lotnisku Ławica w Poznaniu przez pilota fabrycznego. W locie prototyp potwierdził wszystkie zalety samoloty BM-2, a poza tym wykazał doskonałą widoczność z obu kabin oraz dobre osiągi. Stał się pierwszym w Polsce samolotem szkolnym, który nie miał tendencji wchodzenia w korkociąg oraz w ślizg boczny (na skrzydło).
BM-4 różnił się od swojego poprzednika przede wszystkim komorą płatów: prototyp BM-4 miał płaty o mniejszej rozpiętości i większej cięciwie oraz inny, nieco zaokrąglony kształt końcówek płata. Dla poprawienia widoczności z tylnej kabiny płat górny przesunięto do przodu, a w komorze płatów zastosowano zastrzały w kształcie odwróconej litery „N”, co zwiększyło jej sztywność i wytrzymałość. Zmieniono nie tylko konstrukcję podwozia i płozy ogonowej, ale zmianie uległ też obrys usterzenia. Podobnie natomiast jak w BM-2 utrzymano wymienność skrzydeł obu płatów oraz standaryzację materiałów, części i zespołów samolotu. Wprowadzone zmiany spowodowały obniżenie masy własnej prototypu BM-4 (względem prototypu BM-2) o 175 kg.
Po wykonaniu 41 lotów próbnych przez pilotów fabrycznych wytwórni „Samolot”, prototyp BM-4b przekazano do Warszawy, gdzie w dniach 14–17 marca 1928 r. został sprawdzony przez Komisję Dowództwa Lotnictwa. Orzekła ona całkowitą przydatność tego samolotu do szkolenia podstawowego pilotów, z uwagą, że zbyt mała moc silnika utrudnia wykonywanie akrobacji. Stąd podjęto dalsze prace nad kolejnymi wersjami samolotu BM-4 w celu dobrania dla niego właściwego źródła napędu.
Pierwszy prototyp samolotu Bartel BM-4b napędzanego silnikiem Walter Vega NZ-85 o mocy 85 KM (63 kW), podarowano w maju 1928 roku królowi Afganistanu Amanullahowi podczas jego oficjalnej wizyty w Warszawie.
Samolot miał bardzo wiele wersji silnikowych. Pierwsza wersja produkcyjna, BM-4a była napędzana silnikiem rotacyjnym Le Rhône C o mocy 80 KM (59 kW), wybranym z uwagi na istniejące zapasy tych silników w Polsce. Osiągał swą znamionową moc przy zaledwie 1200 obr./min, co pozwoliło na zastosowanie śmigła o średnicy aż 2,55 m – przez co maszyna miała (jak na tę moc) zupełnie dobre osiągi (duży ciąg statyczny śmigła). Jednak wady silnika rotacyjnego i starania konstruktora o inne silniki spowodowały powstanie jeszcze 7 innych wersji tego samolotu.
2 kwietnia 1928 roku oblatano na lotnisku Ławica drugi prototyp oznaczony symbolem BM-4d z silnikiem gwiazdowym konstrukcji  inż. Władysława Zalewskiego WZ-7 o mocy 80 KM (59 kW). Po wymianie tego silnika na 9-cylindrowy silnik rotacyjny Le Rhône C o takiej samej mocy dokonano porównania. Na tej podstawie powstała wspomniana seryjna wersja BM-4aI.  Wyprodukowano jej 22 egzemplarze. W lecie 1929 roku zmodernizowano te samoloty zmieniając im usterzenie, kompensację lotek oraz wprowadzając nowe podwozie z amortyzatorami olejowo-powietrznymi – wersję tę nazwano BM-4aII.
Następnie powstały kolejne wersje prototypów tego samolotu: w czerwcu 1929 r. – BM-4e z nieudanym silnikiem gwiazdowym Peterlot o mocy 80 KM (59 kW), w 1930 – BM-4c z silnikiem gwiazdowym  Lorraine-Dietrich 5Pb o mocy 110 KM (81 kW) z dodatkowym zbiornikiem paliwa dla zwiększenia zasięgu, oraz BM-4f będącym seryjnym samolotem BM-4aII z silnikiem gwiazdowym Skoda G-594 Czarny Piotruś o mocy 100 KM (74 kW), w 1931 roku – BM-4g będący seryjnym samolotem BM-4aII z silnikiem rzędowym Gipsy I o mocy 100 KM (74 kW).
Produkcję drugiej wersji seryjnej oznaczono jako BM-4h i uruchomiono dopiero w połowie 1931 roku w Podlaskiej Wytwórni Samolotów (PWS), gdyż dotychczasowy producent, Wielkopolska Wytwórnia Samolotów Samolot, uległ likwidacji w 1930 r. Opracowana przez inż. Ryszarda Bartla, napędzana była brytyjskim silnikiem Gipsy III lub Walter Junior. Wojsko zamówiło jej 50 egzemplarzy.
Łącznie w latach 1928–1932 wybudowano 72 egz. samolotu Bartel BM-4, nie licząc prototypów.
Samolot był prawidłowy w pilotażu i bardzo bezpieczny. Nie zdarzył się na nim wypadek ani z powodu wady konstrukcji, ani z powodu błędu w pilotażu. Dwa znane wypadki zdarzyły się jednego dnia: w jednym doszło do zderzenia się maszyn w powietrzu, w drugim – do zapalenia się maszyny od rakiety (racy).

## Użycie w lotnictwie polskim
Pierwsze samoloty szkolne Bartel BM-4aI zostały wprowadzone w 1929 roku w ilości 22 sztuk do Niższej Szkoły Pilotów w Bydgoszczy.
Następnie w latach 1931–1932 dostarczono 50 samolotów wersji Bartel BM-4h do szkół lotniczych w Dęblinie i Bydgoszczy. Stosowano je do 1936 roku, a następnie przekazano lotnictwu cywilnemu.
Pojedyncze samoloty tego typu przetrwały w aeroklubach do września 1939 roku. Kilku z nich użyto do celów łącznikowych w kampanii wrześniowej.

## Konstrukcja
Dwumiejscowy dwupłat szkolny i treningowy o konstrukcji mieszanej.
Płaty prostokątne, dwudzielne, dwudźwigarowe. Dźwigary skrzynkowe. Nosek i dół płatów do tylnego dźwigara kryte sklejką, reszta płótnem. Płat górny identyczny z dolnym, można było ich używać wymiennie. Połączone między sobą zastrzałami o kształcie litery N z oprofilowanych rur stalowych i wykrzyżowane drutami stalowymi. Lotki na 2/3 rozpiętości skrzydeł, drewniane, kryte sklejką.
Kadłub o przekroju prostokątnym, drewniany, kryty sklejką. Przód i góra kadłuba kryte blachą aluminiową w okolicach silnika. Kabiny w układzie tandem, odkryte.
Usterzenie spawane z rur stalowych, kryte płótnem.
Podwozie klasyczne stałe z płozą ogonową.
Napęd: silnik rzędowy lub gwiazdowy, śmigło dwułopatowe o stałym skoku, drewniane.